# Калинов Яр
Калинов Яр (укр. Калинів Яр) — село,
Коровинский сельский совет,
Недригайловский район,
Сумская область,
Украина.
Село ликвидировано до 1986 года.

## Географическое положение
Село Калинов Яр находится на расстоянии в 1 км от села Муховатое.
По селу протекает пересыхающий ручей с запрудой.